# Mahle (Unternehmen)
Die Mahle GmbH (Eigenschreibweise: MAHLE) ist ein Automobilzulieferer mit Sitz in Stuttgart.
Zu den Produkten gehören Komponenten und Systeme für den Verbrennungsmotor wie beispielsweise Kolben, Zylinder und Ventilsteuerungen (Ventiltriebe). Ferner hat Mahle auch Geschäftsfelder für Elektroantriebe erschlossen und baut unter anderem Kühlsysteme für Batterien, Aktuatoren, mechatronische Komponenten sowie Antriebssysteme für E-Bikes. Mit dem Unternehmenszweig ChargeBig vertreibt Mahle zudem Lösungen zum Laden von Elektrofahrzeugen.

## Geschichte
1920 gründete der Ingenieur Hellmuth Hirth gemeinsam mit anderen im Stuttgarter Stadtteil Cannstatt eine kleine Werkstatt, in der er Zweitaktmotoren entwickelte und baute. Am 1. Dezember 1920 trat der 26-jährige Kaufmann Hermann Mahle als siebter Mitarbeiter in die Firma von Hellmuth Hirth ein, die nun „Versuchsbau Hellmuth Hirth“ hieß. Dieser 1. Dezember 1920 gilt als Geburtstag des heutigen Mahle-Konzerns.
Relativ schnell wurde klar, dass sich die Werkstatt nur mit Motorenversuchen auf Dauer nicht erhalten konnte. Es galt, einen gewinnbringenden Produktionszweig aufzubauen, der es ermöglichte, die Motorenversuche weiter zu betreiben. Zu dieser Zeit wurden in der Automobilproduktion vorwiegend Kolben aus Grauguss eingesetzt; man kam auf die Idee, sie durch Kolben aus Leichtmetall zu ersetzen. Am 1. November 1922 trat der Bruder von Hermann Mahle, der Ingenieur Ernst Mahle, mit 26 Jahren als technischer Leiter in den Betrieb ein. 1924 kam die Umfirmierung in Elektronmetall GmbH. 1927 entwickelte das Unternehmen den ersten Regelkolben in Deutschland, 1931 den weltweit ersten Aluminium-Ringträgerkolben für Dieselmotoren. In der Folgezeit wurde die Kolbentechnik weiter verbessert.
Das Mahle-Logo wurde 1938 eingeführt, als auch die Firma in Mahle KG umbenannt wurde. Als einer der größten Zulieferer für Motoren- und Flugzeugbauteile wurde Mahle Teil der Rüstungsproduktion.

Im Zweiten Weltkrieg wurden auch Zwangsarbeiter eingesetzt. 2001 zahlte das Unternehmen deshalb 3 Mio. DM in die Stiftungsinitiative der Deutschen Wirtschaft ein und übergab 2004 eine Kartei an den Internationalen Suchdienst Bad Arolsen.

Das Unternehmen entwickelte sich stetig weiter, immer neue Produkte wurden erfunden und produziert (z. B. Aluminiumzylinder mit Cromal-Lauffläche 1951). 1964 beschlossen die Unternehmensgründer Hermann und Ernst Mahle, ihr Eigentum am Unternehmen in eine gemeinnützige Stiftung einzubringen. Sie verzichteten auf den größten Teil ihres persönlichen Eigentums und übertrugen ihre Gesellschaftsanteile auf die Mahle-Stiftung GmbH.
Ab 1971 beteiligte man sich an der Knecht Filterwerke GmbH, ebenfalls in Cannstatt, die 1993 vollständig übernommen wurde. 1976 ging Mahle mit den ersten europäischen Aluminium-Motorblöcken aus einer übereutektischen Legierung auf den Markt. 1988 wurde die sog. gebaute Nockenwelle zur Serienreife entwickelt und 2001 ein neuartiges Kühlkonzept für Kolben hochdrehender PKW-Dieselmotoren präsentiert. 2003 folgte der erste Vollkunststoff-Ölfilter weltweit. Im gleichen Jahr entwickelte und baute Mahle seinen ersten Komplettmotor; dieser kam in der Formula Student zum Einsatz. 2005 folgte der Erwerb der Cosworth Technology Ltd. mit Standorten in UK und USA – heute Mahle Powertrain Ltd. sowie die vollständige Übernahme der Brockhaus Soehne GmbH, Deutschland – dann Mahle Brockhaus GmbH. Diese wurde im April 2017 an die Frauenthal Gruppe verkauft.
Im Oktober 2009 wurde die KTM Kühler GmbH in Mattighofen/Oberösterreich übernommen, die jedoch schon seit 1991 nicht mehr zur KTM-Gruppe gehörte. Im April 2009 wurde sie von den KTM-Ankeraktionären Pierer und Knünz erworben und bereits im Oktober 2009 an Mahle weitergereicht. KTM Kühler produziert Öl- und Wasserkühler. Der Umsatz liegt bei 15 Mio. Euro.
2010 erwarb Mahle 60 % der Behr Industry, die mit 900 Mitarbeitern an fünf Standorten in Deutschland Klimageräte und Kühler für Züge, Schiffe, Baumaschinen und ähnliche Anwendungen herstellt. Nach der Zusammenlegung mit dem entsprechenden Teilbereich von Mahle heißt die Sparte jetzt Mahle Industrial Thermal Systems GmbH & Co. KG.
Im gleichen Zug wurden 19,9 % der Anteile der Behr GmbH & Co. KG gekauft. Anfang 2011 wurde die Beteiligung auf 36,85 % ausgebaut.
2012 übernahm Mahle die InnoWa Membrane mit Sitz in Schwaikheim. 2013 erhöhte Mahle die Beteiligung an der Behr GmbH & Co. KG von 36,85 Prozent auf rund 51 Prozent. Im Januar 2014 erwarb Mahle alle Anteile am indischen Kolben-Joint-Venture Mahle IPL Limited und im selben Jahr auch die Mehrheit am slowenischen Elektromotorenbauer Letrika mit 2400 Mitarbeitern, 243 Mio. Euro Umsatz und sieben Standorten in Slowenien, Bosnien-Herzegowina, Belarus, China und Brasilien.
Im Februar 2015 übernahm Mahle Delphi Thermal und erweiterte nach der Übernahme von Behr die Kompetenz im Thermomanagement von Automotiven. Im Oktober 2015 wurde bekannt, dass bis Mitte 2016 die Industriefilter-Sparte verkauft werden soll und im Zuge dessen mindestens 170 Stellen abgebaut werden; Ende 2016 verkaufte Mahle die Sparte an die Filtration Group Corporation.
Im März 2018 wurde Bosch Mahle Turbo Systems, das als Gemeinschaftsunternehmen von Bosch und Mahle 2008 gegründet worden war, an FountainVest Partners mit Sitz in Hongkong verkauft; seitdem firmiert es unter dem Namen BMTS Technology.
Im Juni 2018  übernahm Mahle den italienischen Hersteller BrainBee und erweiterte damit Produktpalette und Kompetenzen im Bereich der Fahrzeugdiagnose sowie bei Getriebeservicestationen, Abgasstationen und Klimaservicegeräten.
Im Mai 2019 wurde bekannt, dass Mahle von 4300 Arbeitsplätzen im Stuttgarter Raum bis Ende 2020 rund 380 in indirekten Bereichen, also nicht in der Produktion, wegfallen lässt. Auch die Planung für ein Erweiterungsgebäude der Zentrale in Bad Cannstatt für 1300 Beschäftigte auf einem bereits erworbenen angrenzenden Grundstück wurde bis auf weiteres zurückgestellt.

## Organisation
5 Geschäftsbereiche

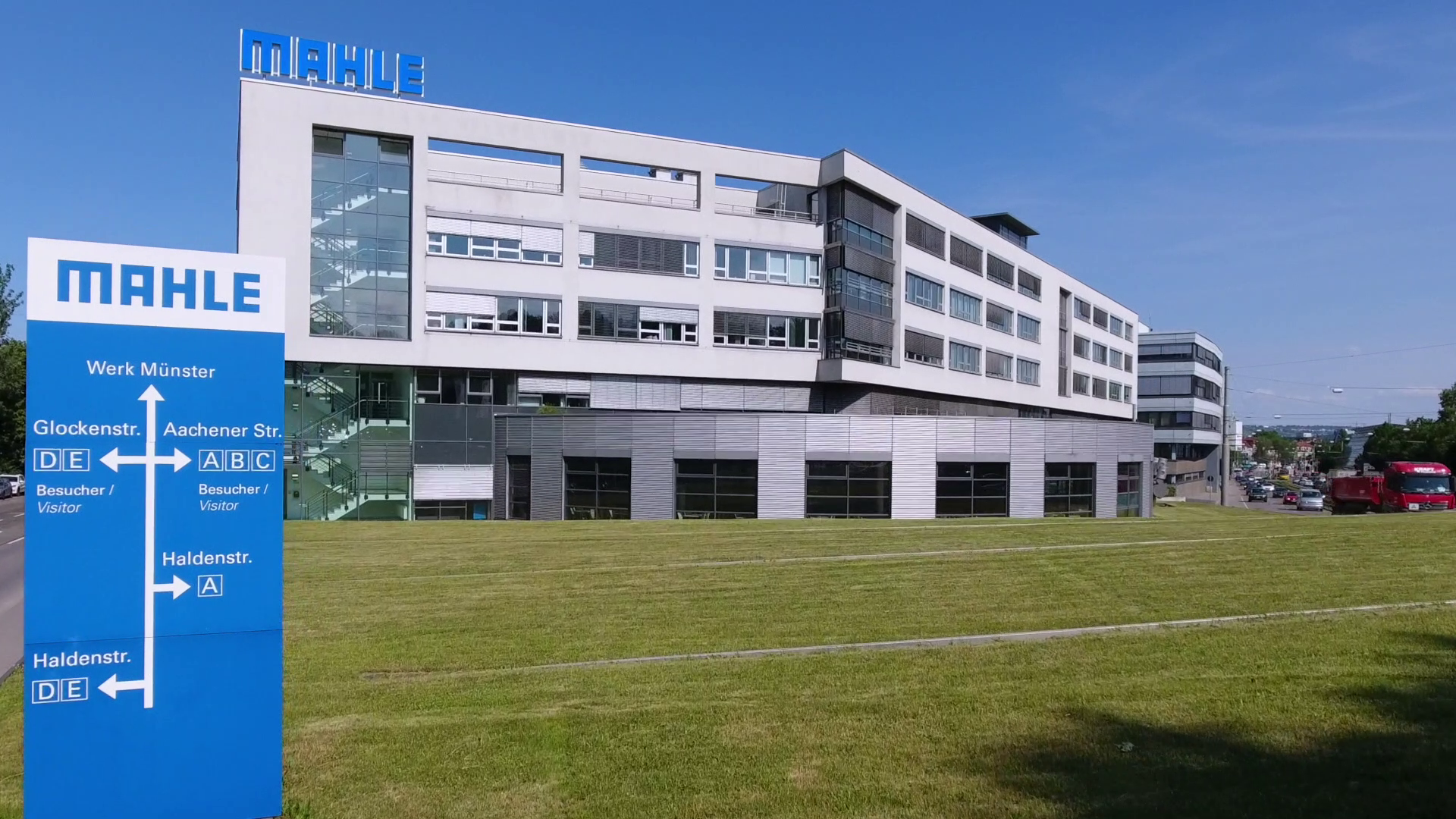
Mahle Hauptverwaltung in Stuttgart

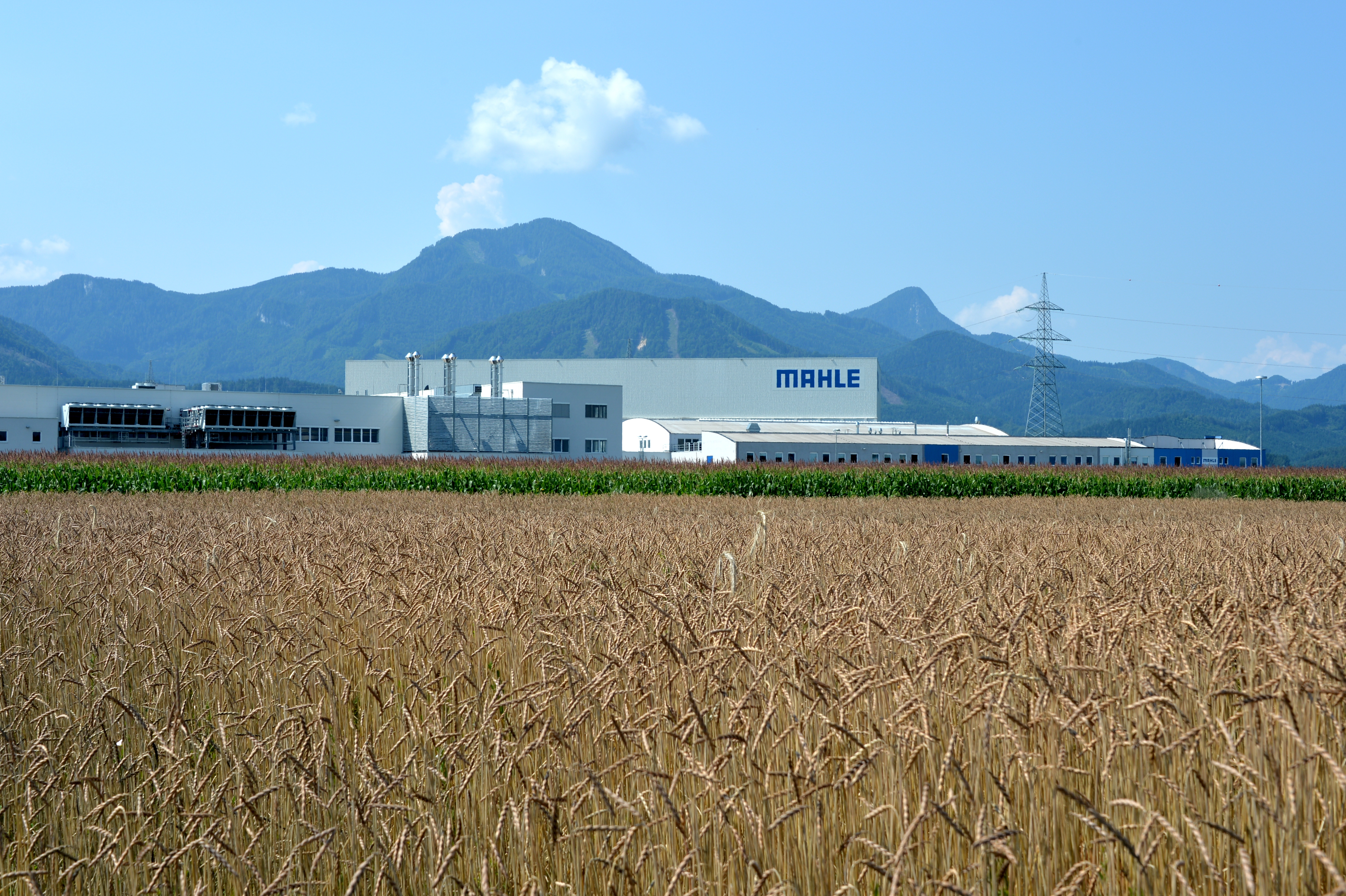
Filterwerk in Sankt Michael ob Bleiburg (Kärnten)

- Motorsysteme und -komponenten: Aluminiumkolben für Otto- und Dieselmotoren, Pendelschaft- und Stahlkolben für Nutzfahrzeugmotoren, Kolbenassemblies, Komplette Power-Cell-Module, Kolbenringe, Kolbenbolzen, Pleuel, Zylinderlaufbuchsen, Gleitlager und Lagerbuchsen, Kolbeneingussteile, Ventiltriebsysteme und -komponenten, Turboladerteile.
- Filtration und Motorperipherie: geregelte und ungeregelte Öl- und Wasserpumpen, Luftansaug- und Luftfiltersysteme, Zylinderkopfhauben mit integrierten Ölnebelabscheidern, aktive und passive Ölnebelabscheidersysteme mit Druckregelventilen zur Kurbelgehäuse-Entlüftung, Abgasrückführungssysteme, Mechatronik-Komponenten, Ölfiltermodule, Ölpumpen, Öl- und Kraftstoffanschraubfilter, Kraftstofffiltermodule, Kraftstoffdruckregler, Inline-Kraftstofffilter, Aktivkohlefiltermodule, Getriebeölfiltermodule, geregelte Öl- und Kühlmittelpumpen, Wärmetauscher für Motoren und Getriebe, Hydraulikölfilter, Lufttrockner.
- Thermomanagement: Fahrzeugklimatisierung, Motorkühlung
- Aftermarket: Versorgung des freien Ersatzteilmarkts weltweit mit Motorkomponenten, Filtern und Ergänzungsprodukten
- Elektronik und Mechatronik: Starter, Generatoren, Elektromotoren, elektrische Antriebs- und Mechatroniksysteme, Aktuatoren, Nebenaggregate sowie Steuerungs- und Leistungselektronik

4 Profitcenter:
- Engineering Services, Motorsport und Sonderanwendungen: Entwicklungsdienstleistungen; Motorkomponenten für den Rennsport und sportliche Straßenfahrzeuge; Zylinderkopf-Assemblierung; Motorenfertigung in Kleinserien
- Groß- und Kleinmotoren-Komponenten: Zylinderassemblies, Zylinderköpfe, Kolben und Filter für Kleinmotoren von handgeführten Motorgeräten, Motorrädern, Freizeitfahrzeugen sowie Motorkomponenten die in der Energieerzeugung, der Schifffahrt, dem Schienenverkehr, in Industrieanwendungen sowie in Freizeitfahrzeugen eingesetzt werden.
- Industrie-Thermomanagement: Produkte zur Motorkühlung und Klimatisierung von Landmaschinen, Omnibussen und Spezialfahrzeugen; Kühlsysteme für Schienenfahrzeuge und Großmotoren.
- Bediengeräte: Steuer- und Bediengeräte für die Fahrzeugklimatisierung, Gebläseregler, Regler für elektrische Zuheizsysteme und Klima-Sensoren.

Forschung und Entwicklung
Weltweit betreibt Mahle 12 große Forschungs- und Entwicklungszentren: Northampton (Großbritannien), Šempeter pri Gorici (Slowenien), Stuttgart – Bad Cannstatt (Deutschland), Stuttgart – Feuerbach (Deutschland), Valencia (Spanien), Detroit (USA), Buffalo (USA), São Paulo – Jundiaí (Brasilien), Numazu (Japan), Pune (Indien), Shanghai (China), Tokio (Japan).

### Wesentliche deutsche Gesellschaften der Mahle-Gruppe

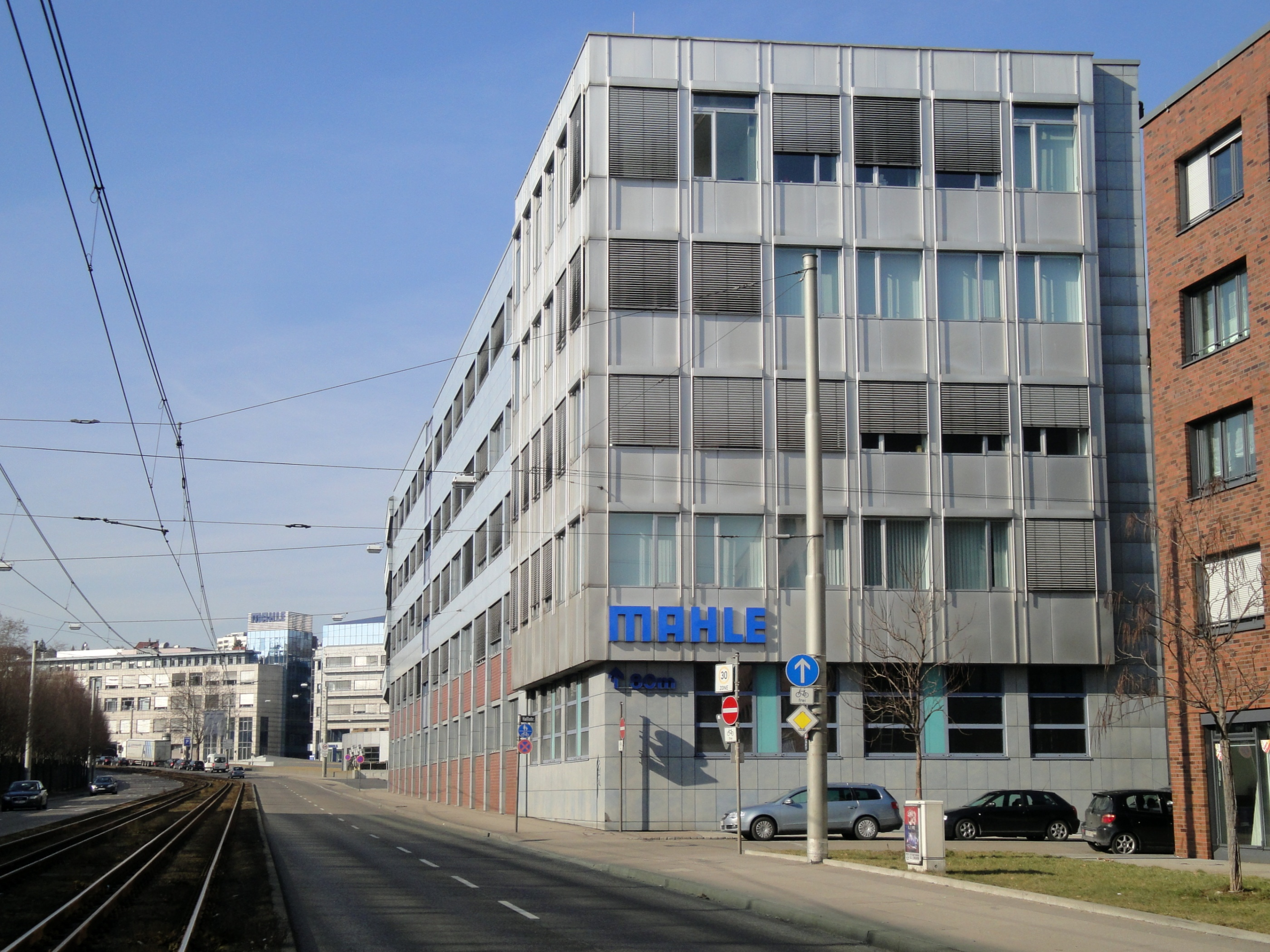
Mahle in Stuttgart-Bad Cannstatt

- Mahle GmbH (Muttergesellschaft und Eigentümerin aller anderen Gesellschaften)
- Mahle International GmbH
- Mahle Filtersysteme GmbH
- Mahle Ventiltrieb GmbH
- Mahle Industriemotoren-Komponenten GmbH
- Mahle Kleinmotoren-Komponenten GmbH & Co. KG
- Mahle Aftermarket GmbH (100 %)[18]
- Mahle Industrial Thermal Systems GmbH & Co. KG (60 %)[19]
- Mahle Behr (75,71 %)[20] (ab Ende 2024: 100 %)
- Mahle Blechtechnologie GmbH Lorch

### Eigentümerstruktur
Mahle ist heute zu 99,9 Prozent im Besitz der 1964 von den Brüdern Ernst und Hermann Mahle gegründeten Mahle-Stiftung GmbH mit Sitz in Stuttgart. Die anthroposophisch ausgerichtete Stiftung wird von einem unabhängigen Treuhändergremium geleitet und erhält jährlich einen Teil des Unternehmensgewinns als Dividende ausgezahlt. Sie ist unter anderem Hauptgesellschafterin der Filderklinik in Filderstadt-Bonlanden bei Stuttgart. 0,1 Prozent des Unternehmens hält der Mabeg-Verein zur Förderung und Beratung der Mahle-Gruppe e. V., ebenfalls mit Sitz in Stuttgart.

## Mahle-Inside-Museum
Im September 2008 eröffnete Mahle das Mahle-Inside-Museum. Architekten waren Heinisch, Lembach und Huber aus Stuttgart-Bad Cannstatt.
Die Außenhaut des Museumsneubaus ist mit verschiedenen Metallen überzogen und verweist so auf den Inhalt. Auf 1200 Quadratmetern Ausstellungsfläche bekommen die Besucher Einblicke in die Technik des Konzerns und seine Produkte, Geschichte und Philosophie. Der Museumsbau wurde 2010 mit dem Deutschen Designpreis ausgezeichnet.